# Veiki
Veiki är en ödeort vid sjön Veikijärvi i Gällivare kommun, Norrbottens län. Orten grundades 1839 av Jakob Nilsson Veiki och vid folkräkningen 1890 hade Veiki sju vuxna invånare.